# Habenaria rhodocheila
Habenaria rhodocheila är en orkidéart som beskrevs av Henry Fletcher Hance. Habenaria rhodocheila ingår i släktet Habenaria och familjen orkidéer.

## Underarter
Arten delas in i följande underarter:
- H. r. philippinensis
- H. r. rhodocheila

## Bildgalleri

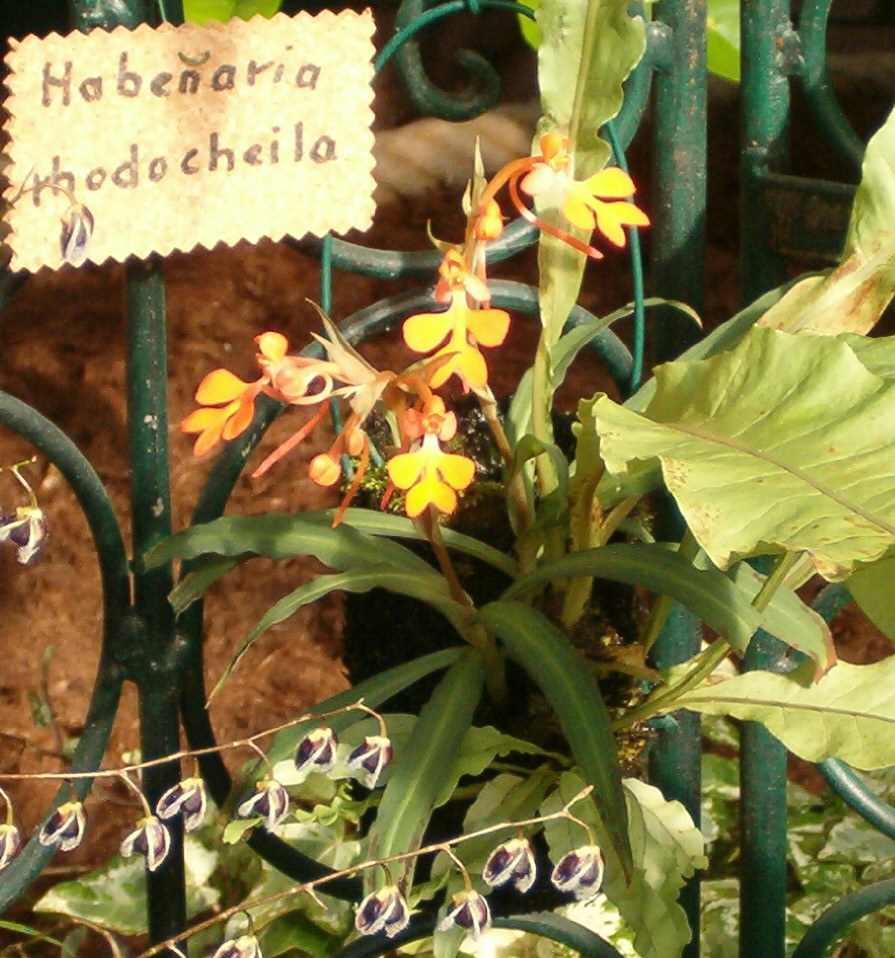
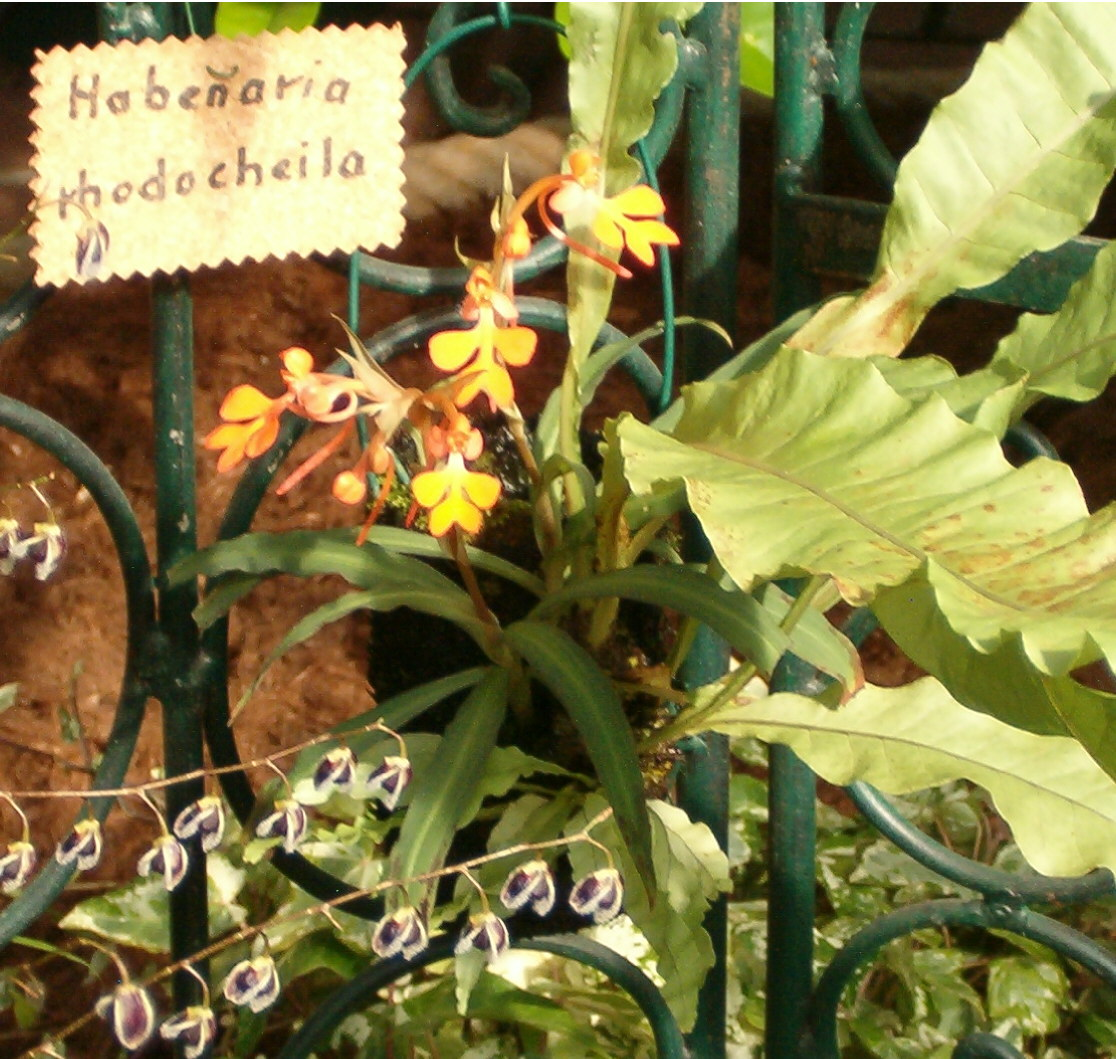
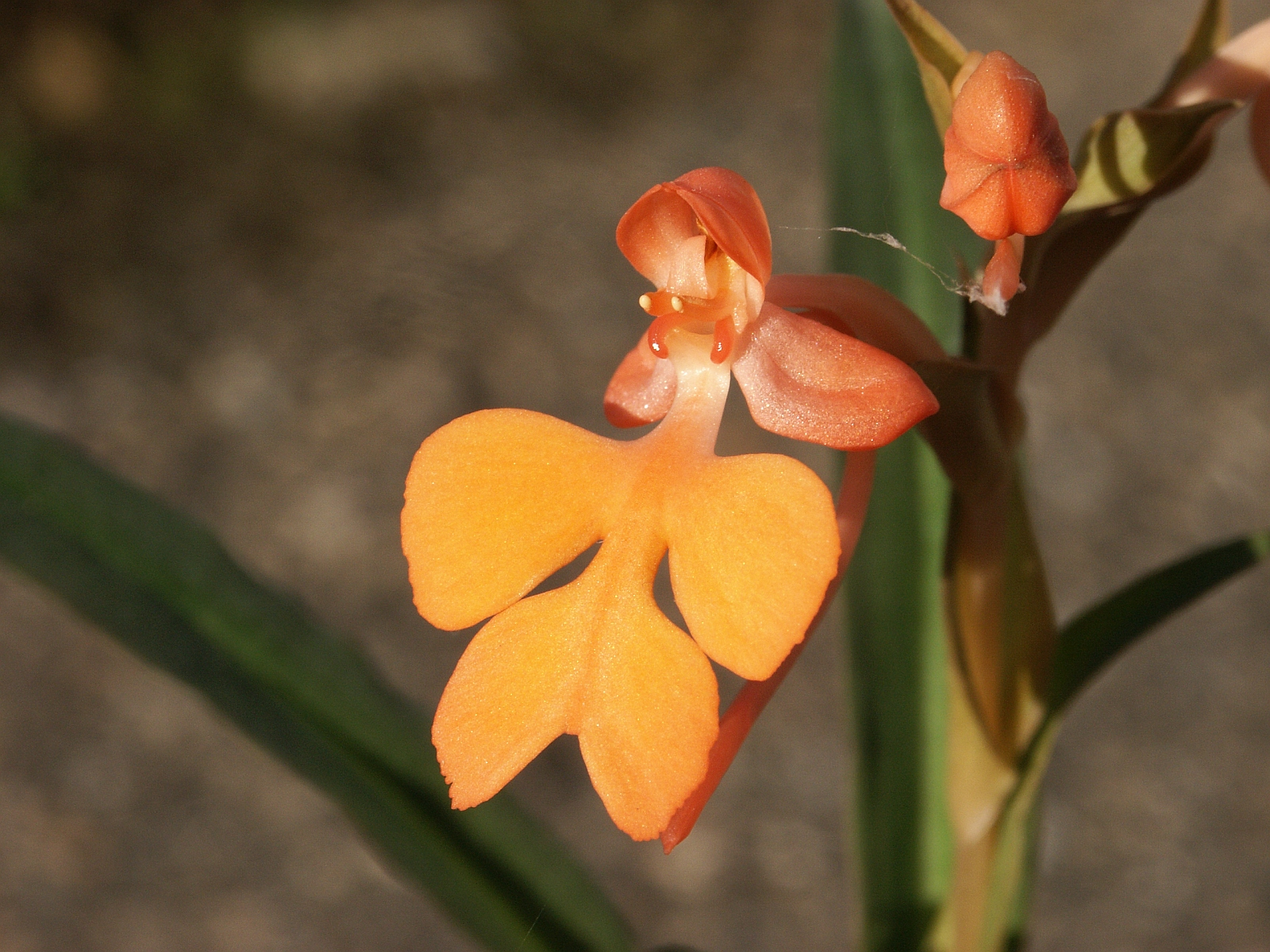
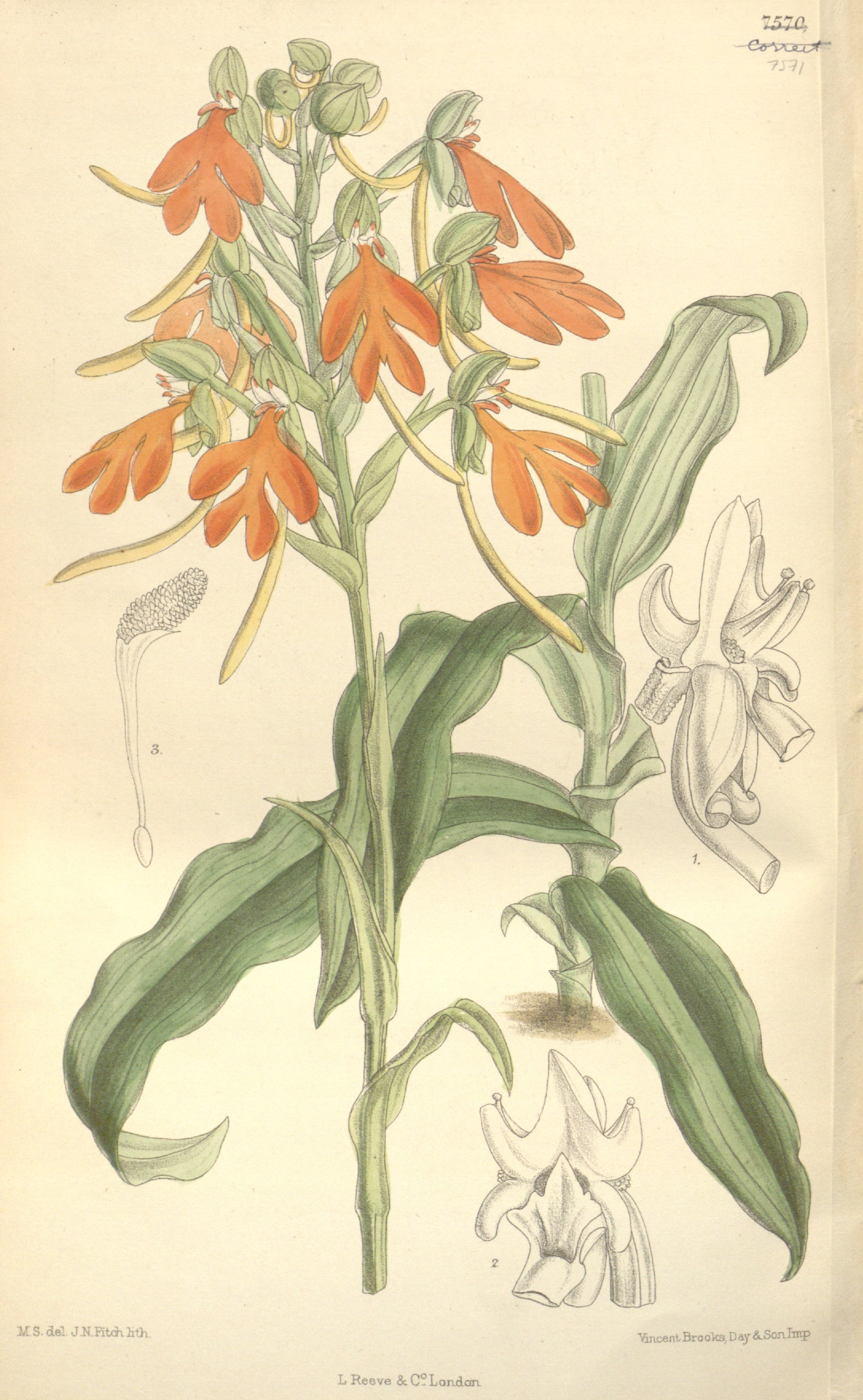
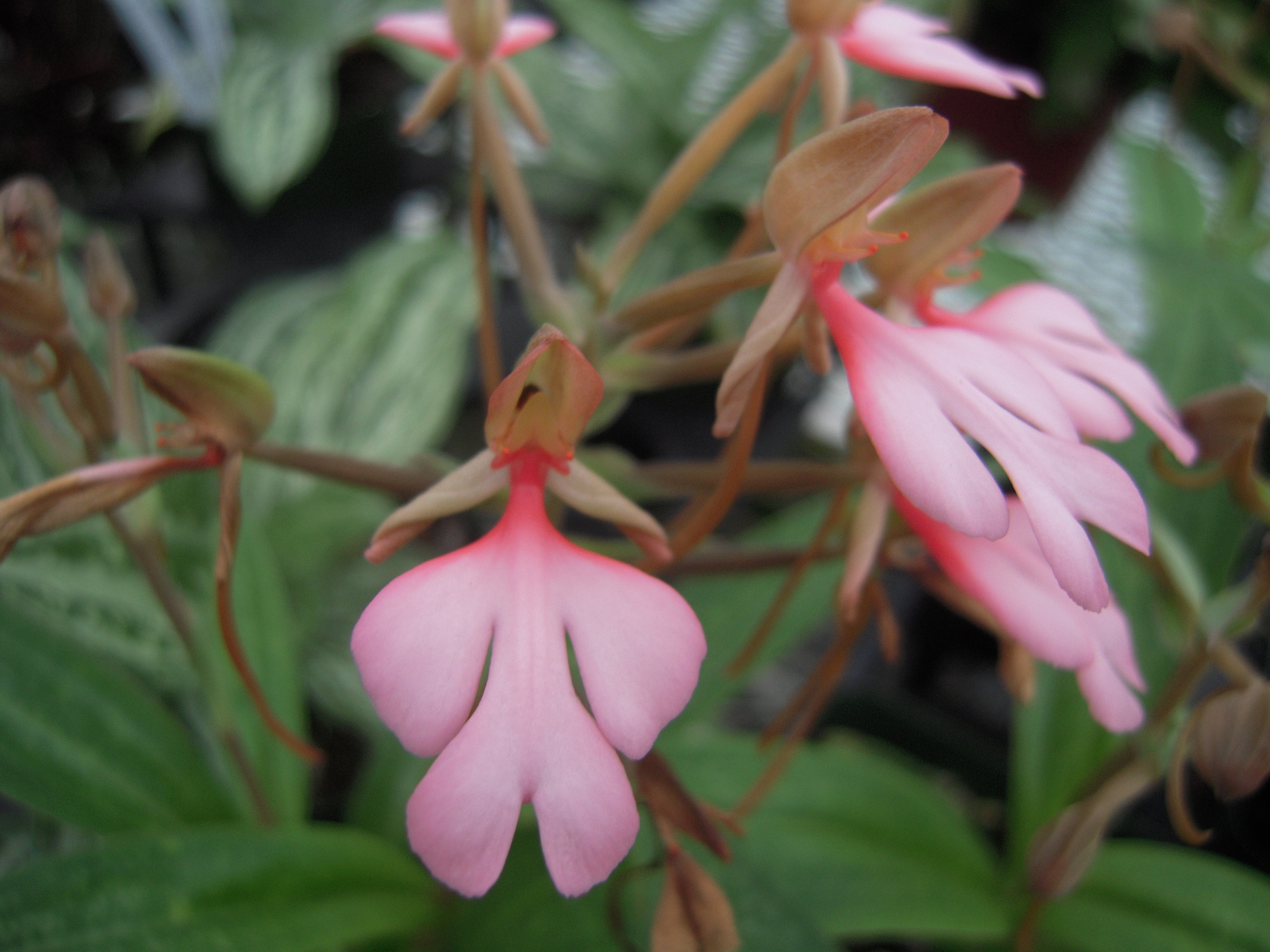